# Zećira Mušović
Zećira Mušović ( PRONÚNCIA; TRANSLITERADO Zecira Musovic; n. Falun, 26 de maio de 1996) é uma futebolista sueca que atua como goleira (pt: guarda-redes). Atualmente (2023) joga pelo Chelsea F.C. Women, clube sediado na cidade de Londres em Inglaterra. 
Integra a Seleção Sueca de Futebol Feminino desde 2018. 

## Clubes
Jogou por vários clubes:

- Stattena IF (2011-2012)
- FC Rosengård (2012-2020)
- Chelsea F.C. Women (2021-)

## Carreira
Mušović começou a jogar futebol no Stattena IF aos nove anos. Ela passou duas temporadas com a equipe feminina sênior do clube na Divisão 2 em 2011 e 2012, ajudando o clube a garantir a promoção na última campanha. Em maio de 2019, foi uma das três goleiras selecionadas pela Suécia para a Copa do Mundo, ficando com a terceira colocação.
Integrou a Seleção Sueca de Futebol Feminino na Copa do Mundo de Futebol Feminino de 2023, tendo a Suécia ficado em 3.º lugar, e conquistado a medalha de bronze.

## Títulos
Zećira Mušović conquistou vários títulos durante a sua carreira desportiva: 
FC Rosengård
- Campeonato Sueco de Futebol Feminino -  2013,  2014,   2015
- Copa da Suécia de Futebol Feminino –  2016,  2017,  2018
- Supercopa da Suécia de Futebol Feminino –  2015,  2016

Chelsea
- Campeonato Inglês de Futebol Feminino –  2020/21
- Copa da Inglaterra –  2020/21

Suécia
- Algarve Cup –  2018
- Jogos Olímpicos – Futebol feminino -  2020
- Copa do Mundo de Futebol Feminino -  2023